# Simón Gershanik
Simón Gershanik (1 de agosto de 1907 – 18 de abril de 2008) fue un geofísico argentino. Graduado en Ingeniería civil, su vida y obra se focalizaron principalmente en la investigación y la enseñanza en el área de la Sismología, y el desarrollo de la Geofísica en la Argentina y en Sudamérica.
Director del Observatorio Astronómico de la Universidad Nacional de La Plata (hoy Facultad de Ciencias Astronómicas y Geofísicas de la Universidad Nacional de La Plata) desde 1964 a 1967
, Profesor Titular, Consulto y Emérito, y Jefe del Departamento de Sismologia, Gershanik produjo trabajos científicos relacionados con la descripción matemática de las ondas sísmicas (recorridos y velocidades), métodos matemáticos para la ubicación de terremotos, respuesta de los sismógrafos y cargas sísmicas sobre edificios. Su libro “Sismología” (1995) fue el primer tratado de Sismología en lengua española.
Gershanik tuvo un rol fundamental en el desarrollo de la geofísica en la Argentina y en Sudamérica. En los años 1940 creó y organizó la carrera de Doctorado de Geofísica en La Universidad Nacional de La Plata, Argentina. Participó en la fundación y fue director de varias instituciones científicas en Argentina y Latinoamérica, incluyendo: la Asociación Argentina de Geofísicos y Geodestas (1959); la Asociación Latinoamericana de Sismología (1961); la Sociedad Argentina de Sismología e Ingeniería Antisísmica (1962); la Asociación Internacional de Ingeniería Antisísmica (1965); y el Centro Regional de Sismología para América del Sur (CERESIS) (1963).
Recibió numerosas distinciones por su destacada actividad, entre otros: el Premio de la Provincia de Buenos Aires en Ciencias Matemáticas, Astronómicas y Físicas (1974), el Premio Konex en Ciencias de la Tierra (1983); el Premio CERESIS por sus contribuciones a la Sismología de Sudamérica (1983); y la medalla de oro del premio Consagración de la Academia Nacional de Ingeniería (2004)

## Primeros años y educación
Simón Gershanik nació el 1 de agosto de 1907 en la ciudad de Basavilbaso, provincia de Entre Ríos, Argentina. Sus padres Moisés y Paulina Gershanik, oriundos de Israelovka, Ucrania, se radicaron en la Colonia de Santa Isabel en Pedernal (llamado por ellos Pedermar) en la provincia de Entre Ríos en 1905. Emigraron de Europa atraídos por las posibilidades que entonces brindaba a los judíos la Jewish Colonization Association (JCA). Simón (llamado por su familia Sinai) fue el segundo hijo de una familia de seis hermanos, y el primero en nacer en Argentina.
Desde temprana edad manifestó una inteligencia clara, habilidad para las matemáticas y una extraordinaria memoria que lo distinguió toda su vida. Cuando tenía 10 años, como no había escuelas en el pequeño lugar donde vivían sus padres lo enviaron a estudiar a la Escuela Vélez Sarsfield de Concordia. Allí, al poco tiempo se enfermó de pleuresía y tuvo temporalmente que volver a la casa de campo para restablecerse. Estudió entonces sólo las materias que necesitaba para graduarse en la escuela primaria. Estudiar e investigar con profundidad en forma autodidacta, fue desde entonces una de sus características. Así adquirió la mayor parte de su vasto conocimiento, no sólo en el área de la ciencia, sino también en historia, literatura, lenguas y otras áreas diversas.
En marzo de 1918 ingresó en la Escuela Superior de Comercio de Concordia, y se graduó como Perito Mercantil, con las más altas calificaciones. Sin embargo, el comercio no le interesaba, la ciencia era la que lo atraía poderosamente. Como para seguir una carrera científica y universitaria debía obtener el título de bachiller, decidió rendir las 30 materias que necesitaba para obtenerlo. Lo hizo durante un verano en el Colegio Nacional de Santa Rosa en La Pampa, donde vivía por entonces Berta, su hermana mayor.
En 1925 viajó a la ciudad de La Plata donde comenzó sus estudios en la Facultad de Ciencias Físicas y Matemáticas de la Universidad Nacional de La Plata. En 1928 recibió el título de Agrimensor y en 1929 ingresó al Observatorio Astronómico de La Plata como asistente científico del Prof. Federico Lunkenheimer, jefe del Departamento de Sismología de esa entidad. Debido a su actuación como codirector de Palabras Rebeldes, un órgano publicitario de tendencia socialista, fue perseguido políticamente y tuvo que tomar licencia de su puesto. Durante el lapso de su refugio en la casa de sus padres en Entre Ríos, su cargo fue suprimido del presupuesto universitario.
En 1930 fue llamado a hacer el servicio militar obligatorio donde adquirió el grado de Subteniente de la Reserva.
En 1931 volvió a la ciudad de La Plata; allí trabó relación con diversos jóvenes con ideas políticas de izquierda. Entre ellos el escritor Ernesto Sabato, con quien tuvo una profunda amistad. Esos amigos formaron el grupo Insurrexis, con una ideología filo-marxista de la cual rápidamente se desilusionó.
Poco tiempo más tarde, Gershanik se fue a Santiago del Estero para participar como ingeniero en la construcción de un ramal del Ferrocarril Belgrano de 50 km que uniría la Estación Los Juríes con Añatuya. Gershanik permaneció en esa provincia por un año y medio. En 1932 reanudó sus estudios graduándose en 1933 con las más altas calificaciones con el título de Ingeniero Civil.
Momentos económicos muy difíciles lo acosaron entonces. A pesar de haber sido uno de los mejores alumnos de su promoción, no pudo conseguir trabajo en su especialidad. Debido a su actuación política y al antisemitismo reinante en el momento las posibilidades de trabajo le fueron vedadas.

## Cátedras en el observatorio
En 1934 la Universidad Nacional de La Plata instituyó varios cargos docentes de ayudante diplomado y a Gershanik le fue adjudicado el de estática gráfica. En ese período conoció a Sofía Rogovsky, su "magnífica compañera", con quien vivió por el resto de su vida.
Poco tiempo más tarde fue reintegrado al cargo anterior en el Observatorio Astronómico. El Observatorio estaba entonces bajo la dirección de  Johannes F. Hartmann y poco después bajo la de Félix Aguilar.
En 1935 cuando el Dr. Federico Lukenheimer decidió renunciar a su cargo de profesor de Sismología, Gershanik fue nombrado titular de esa cátedra. Para poder avanzar sus conocimientos en esta materia fue becado a Alemania. Antes de su partida, contrajo matrimonio con Sofía, quien lo acompañó en su viaje. Como en aquella época no existían las máquinas copiadoras, su esposa le ayudó copiando a mano el Tratado de Geomagnetismo de Johann von Lamont (Handbuch des Erdmagnetismus (1849)), ya agotado por entonces, y varias memorias publicadas en revistas especializadas. Estas copias fueron donadas a la Biblioteca del Observatorio en 1979, cuando Gershanik fue nombrado Profesor Emérito del Observatorio Astronómico de la Universidad Nacional de La Plata.

## Estudios en Alemania
Sus primeros estudios en Alemania los hizo en Potsdam en el Instituto de Goedesia bajo la dirección del Prof. Ernst Kohlschütter y el Prof. Alfred Nippold, Director del Instituto de Geomagnetismo. Estudió el tratamiento riguroso del magnetismo mediante la teoría del potencial y de las fuerzas esféricas, en particular las teorías de Adolf Schmidt. Interesado en la prospección geofísica se mudó a Berlín. Allí estudió diferentes tópicos en geofísica relacionados con la teoría del potencial bajo la instrucción del Prof. Karl Jung. Más tarde viajó a Gotinga para seguir avanzando en sus conocimientos. Tuvo allí acceso a la cátedra de Prof. Georg Joos, famoso por sus mediciones de la velocidad de la luz, repitiendo las ya efectuadas por Albert Michelson. Tomó clases en el Instituto de Geofísica, fundado por Carl Friedrich Gauss en el siglo XIX, asistiendo a las clases sobre Prospección Sísmica dictadas por el Prof. Gustav Angenheister. En todas esas ciudades fue testigo del rápido crecimiento del nazismo, que avanzaba en esos momentos a grandes pasos.

## Regreso a la Argentina
Después de una estadía de casi un año emprendió en 1936 el regreso a la Argentina donde volvió a incorporarse al Observatorio. Se hizo cargo del Departamento y de la Cátedra de Geofísica, que integraba el plan de estudios del doctorado de Ciencias Astronómicas y Conexas de la Escuela de Astronomía que se había fundado en 1935. Compartió el cuerpo docente con Bernhard Dawson, Virginio Manganielo, Alexander Wilkens, Esteban Terradas, Enrique Gaviola, Juan José Nissen y Ernesto Sabato. Comenzó enseñando Geomagnetismo y después sucesivamente dictó las cátedras de Gravimetría, Meteorología y Sismología. (Varios de sus alumnos ocuparon después cargos directivos de importancia en diversas entidades científicas argentinas entre ellos Jorge Sahade, Carlos Ulrrico Cesco, José Balseiro y Antonio Rodríguez).
Durante esos años publicó sus primeros trabajos científicos sobre la frecuencia sísmica registrada en La Plata (1934 y 1935), acerca del origen del geomagnetismo (1939), y sobre el efecto del tráfico de trenes sobre el suelo (1938). Dedicó mucha atención al instrumental sísmico y al geomagnético, ideando un método para determinar la amplificación de los sismógrafos para el registro de la componente vertical, un método fácil y exacto para medir oscilaciones del imán deflector. Perfeccionó además el inductor inclinómetro y el declinómetro para medir la dirección del campo magnético terrestre. Cinco años más tarde creó y organizó la carrera de Doctorado en Geofísica que con sólo algunos mínimos cambios continúa vigente hasta el presente.
A fines de enero de 1944 se produjo el devastador terremoto con epicentro en la provincia argentina de San Juan. Luego de visitar el lugar consideró imperioso que se consiguieran métodos de construcción aptos para soportar los embates de los terremotos, dedicándose con ahínco a estudiar el problema de las cargas sísmicas, que poco se conocían en ese momento.
En esos años nacieron sus dos hijas, Carlota Inés en 1938 y Marta Beatriz en 1942. En 1950 construyó su casa en La Plata, proyectada por él mismo; fue un lugar que acogió desde entonces frecuentes encuentros sociales con figuras científicas de la época. También pasaron por su casa artistas como Víctor Grippo, quien usó su observación, “Allí donde la tierra tembló una vez, lo más probable es que vuelva a temblar” como parte de su obra “Mesas de Trabajo y Reflexión”.
En 1959 contribuyó a fundar y fue el primer presidente de la Asociación Argentina de Geofísicos y Geodestas. Dos años más tarde, fundó la Sociedad Argentina de Sismología e Ingeniería Antisísmica.
En 1964 Gershanik fue nombrado Director del Observatorio Astronómico de la Universidad Nacional de La Plata, cargo en el que continuó hasta 1967. En esa posición, Gershanik logró adquirir instrumental moderno para la construcción del Observatorio Geomagnético de Trelew e intervino activamente en las gestiones para conseguir el Tubo Cenital Fotográfico para el Servicio de Latitudes. También fue uno de los impulsores de la creación del Observatorio El Leoncito, en San Juan.
En 1988 fue nombrado Miembro Correspondiente de la Academia Nacional de Ciencias de Buenos Aires.

## Trabajo internacional
En el período 1954 a 1957 Gershanik participó en el Comité Ejecutivo de la Asociación de la Unión Geodésica y Geofísica Internacional. En 1954 fue representante argentino para la realización del Año Geofisíco Internacional. En 1958 participó en Moscú, como delegado argentino, en la reunión de información, acerca de las contribuciones de cada país en favor del Año Geofísico Internacional. En 1960 presentó trabajos en la Segunda Conferencia Mundial sobre Ingeniería Antisísmica en Tokio. Durante su estadía en ese país, fundó con otros colegas la Asociación Internacional de Ingeniería Antisísmica. También en ese año participó en la IX Asamblea de la Unión Geodésica y Geofísica Internacional que tuvo lugar en Helsinski, Finlandia.
En 1961, viajó a Santiago de Chile para participar en la fundación de la Asociación Latinoamericana de Sismología, siendo nombrado Director de su primera Comisión Directiva.
En 1963 fue representante al X Conferencia de la Unión Geodésica y Geofísica Internacional en la Universidad de Berkeley, Estados Unidos. Allí, en su paso por Pasadena, tuvo la oportunidad de entablar contacto con Charles Richter, autor de la escala de Magnitudes Sísmicas y con Frank Press, en esa época Director del Observatorio Sísmico. Ese año Gershanik también fue cofundador del Centro Regional de Sismología para América del Sur (CERESIS), siendo presidente del mismo de 1975 a 1977.
En 1966, contribuyó a formar el Comité Nacional para la Unión Geodésica y Geofísica Internacional con el apoyo del Dr. Bernardo Houssay, presidente del CONICET y redactó su estatuto, siendo su vicepresidente por 20 años (1966-1988). En 1970 organizó la Reunión Internacional sobre Problemas del Manto Superior auspiciada por la UNESCO en Buenos Aires y fue su presidente.
Participó como representante argentino con los cargos de presidente y vicepresidente de la delegación argentina en reuniones internacionales sobre Problemas de la Tierra Sólida, Sismología y Física del Interior de la Tierra y en las Asambleas de la Unión Geodésica y Geofísica Internacional, que se verificaron a en España (1969), Moscú (1971), Australia (1979).

## Últimos años
Hasta muy entrada edad, Gershanik continuó sus actividades de investigación, realizando nuevos trabajos, participando en varios congresos internacionales, y desarrollando instituciones científicas. En 1995, produjo el primer tratado de Sismología en español, en el que se exponen con rigor matemático los principales conocimientos logrados hasta su publicación en la especialidad: “Sismología,” editado por la Universidad Nacional de La Plata, Argentina.
En 2004 recibió el premio "Academia Nacional de Ingeniería," que tiene por objeto "distinguir a ingenieros que han desarrollado su actividad profesional en el país con título habilitante nacional y que se han destacado por sus obras, trabajos de investigación, publicaciones o docencia universitaria, en el campo de la ingeniería."
Al cumplir 100 años fue declarado Ciudadano Ilustre de la ciudad de La Plata, Capital de la Provincia de Buenos Aires. En la misma ocasión los miembros de la Academia de Ingeniería de la Provincia de Buenos Aires lo homenajearon con la entrega de una medalla recordatoria y un pergamino firmado por los Miembros Titulares de la Academia en honor a su trayectoria profesional. También en esa ocasión el Instituto Cultural Argentino-Israelí, del que fue uno de los fundadores, le otorgó una medalla en honor a sus méritos.
Simón Gershanik falleció el 18 de abril de 2008 en La Plata, Provincia de Buenos Aires, a la edad de 100 años y 8 meses. Sus restos mortales descansan junto a los de su esposa en el Cementerio Israelita de La Tablada.

## Publicaciones científicas
- Resultados sismo-métricos de los año 1934 y 1935. Publicaciones del Observatorio Astronómico de La Plata. Tomo VI-2 y VI-3, (1937)
- Boletines Sismológicos mensuales de La Plata y Santiago del Estero. Publicación del Observatorio de La Plata, (mimeografiado).
- Movimiento del suelo causado por el tráfico de trenes. Revista "La Ingeniería" agosto y septiembre de 1938. (Por este trabajo fue felicitado por el gobierno de la Provincia 'de Buenos Aires).
- La Teoría de Schlomka sobre el origen del Magnetismo Terrestre, Revista Astronómica, tomo XI, N.º 3 (1939).
- Descripción matemática de ondas sísmicas. Presentado a la 9a Reunión de la Asociación Física Argentina (A.F.A.), en la Revista de la Unión Matemática Argentina (UMA), Tomo XIII, 2 (1948)
- Método numérico nuevo para determinar epicentros, Revista de la UMA, citada ítem anterior. Los trabajos 5) y 6) motivaron comentarios favorables en la Revista de la UMA, tomo XIII-2, pág. 49 en Ciencia e Investigación, mayo de 1947, pág 208.
- Resumen de resultados sismométricos en el Observatorio de La Plata, Publicación del Observatorio de La Plata. Serie Especial N°9, 1950.
- Mejoras en el planteo de la relación entre el signo de P y las fuerzas generadors de terremotos. Publicación del Observatorio de La Plata, Serie Circular N°l0, 1951.
- El Sismógrafo Sprengneter del Observatorio de La Plata. (en colaboración con el Ing. Sierra). Publicación del Observatorio de La Plata, Serie Circular N°l0, 1951.
- Contribución al Estudio de Cargas Sísmicas sobre edificios. Publicación del Observatorio de La Plata. Tomo VIII-1 (1951), Este trabajo fue comentado por “Annali dei Geofísica en el tomo V, N° 4 pag 628, año 1952 y por la revista argentina”Hormigón Elástico” año IV, 1952, (Bs.As).
- Recursos para adaptar curvas de tiempo de recorrido a distintas profundidades epicentrales. Memoria del Primer Congreso de de Cartografìa, pag. 226. Este trabajo fue considerado por el Comité de monografía como el mejor de los presentados a dicho Congreso. (Acta del Congreso del Instituto Geográfico Militar).
- Contribución a la teoría de los sismógrafos mecánicos. Publicación del Observatorio de la Plata, Tomo VIII-2, Pág. 195.
- Sugestiones para determinar la amplificación de los sismógrafos. Se recomendó su publicación por el Segundo Congreso Nacional de Cartografía. Revista Cartográfica. Año, N.º 4, pág. 52 y siguientes.
- Mejoras en la apreciación de cargas sísmicas. Publicado en el Tomo VIII, N.º 3 de la Serie Geofísica (Publicación del Observatorio de La Plata, Año 1957). Un resumen de este trabajo fue presentado a la X Asamblea de la Unión Geofísica Internacional en Roma (1954) y se recomendó su publicación (en “Annali di Geofísica” en el volumen VIII, N.º 2 de 1955 bajo el título “Improvements on the estimate of seismic charges”). Fue comentado por la revista “Geophysical Abstract”, en el número 163, octubre–diciembre de 1955. Otro resumen apareció en la revista del Centro de Ingenieros de la Provincia de Buenos aires, Año I N.º 3, 1953.
- Seismic prospecting by Wiechert-Herglotz Method of Calculus. en Geofísica Pura e Applicata, Vol 38 año 1957. Un resumen fue presentado en la 27.ª. Reunión del la AFA. Fue comentado por el Geophysical Abstracts, N.º 171, octubre –diciembre de 1957, pág 37.
- Compensación de observaciones en determinaciones geográficas. Revista de Geodesia de la Pcia de Buenos Aires tomo IV-1960.
- A Solution of the basics differential equations of seismic loads and its relation to the expansion in series of Eigenfunctions. Proceedings of the 2nd World Conference on Earthquakes Engineering, 1961. Vol. 11, pag. 1149, en colaboración con G. Dedebant.
- Some suggestions for the construction of a flat response seismograph. En colaboración con J. Barcala y R. Marabini. Vol 54, Geofísica Pura e Applicata, Año 1965. Artículo comentado en Geophysical Abstract, Vol. 199, pag 681.Obs.199, agosto de 1963.
- Elementos para determinar el amortiguamiento del receptor de sismógrafos electromagnéticos. Primeras Jornadas Chilenas de de Sismología e Ingeniería Antisísmica del 15 al 19 de julio de 1963. Asociación Chilena de Sismología e Ingeniería Antisísmica. Vol. 1 A-4.
- Experiencia con la Estación Sismográfica del plan Vela instalada en La Plata. (En colaboración con losIng. P. Sierra y E. Jaschek. Primeras Jornadas Chilenas de Sismología e Ingeniería Antisísmica, 4 de julio de 1963. Vol 1, A-5. Santiago de Chile.
- Theoretical Relations between epicentral distance an emergency angles for rays of the upper mantle. Pure and Applied Geophysics Review. Vol 60, año 1965.
- The response of a shear rod to a transient exictation in a closed expresión. Bulletin of the Seismological Society of America. Vol 56 n 2, año 1965.
- Tabla de localización expeditiva de focos profundos. En colaboración con los Ing. P. Sierra y E. Jaschek, Geofísica Internacional, México, Año 1966.
- El Proyecto del Manto Superior. Ciencia e Investigación, Tomo 22 N.º 2, paga 71-76, febrero de 1966. un resumen fue presentado a la Cuarta Reunión de la Asociación Argentinade Geofisicos y Geodestas, Geoacta N.º 4, pag 40.
- Travel times for a Linear variation of the Velocity Bodily Wave.en Purea n Applied Geophysics. Vol. 67, 1967-II, pág. 2732.
- Determination of bodily wave velocities using linear laws of variation. En colaboración con C. I: Gershanik, XIV Asamblea de la Unión Geodésica y Geofísica Internacional (Suiza), 25 de octubre de 1967.
- International Association of Seismology and Physics of the earth`s Interior, Comptes Rendus n 15 Premiere partie pag101. Cuarta Reunión de la Asociación Argentina de Geofisicos y Geodestas. Geoacta N.º 4, pag 63.
- La Contribución Argentina al proyecto del Manto Superior. Anales del Simposio Panamericano del Comité del Manto Superior, (1968).
- Determination of epicenters using de gradient Method. Presentado a la Asamblea de la Asociación Internacional de Sismología y Física del Interior de la Tierra que se verificara en Madrid en septiembre de 1969 y a la Quinta Reunión de la Asiociaciòn Argentina de Geofisicos y Geodestas realizada en mayo de 1969.. Comptes Rendus N.º 16, pág. 86.
- Métodos Sísmicos de Exploración del Interior del globo y resultados. Informe por invitación presentado a la Quinta Reunión de la Asociación Argentina de Geofísicos y Geodestas, Geoacta N° 5, pág. 36 y sigs. (1969).
- Incremento de la Convergencia en el método del Gradiente para ubicar fenómenos sísmicos. Presentado a la Sexta. Reunión de la Asociación Argentina de Geofísicos y Geodestas. Geoacta Vol. 6 N.º 1, pág. 23 y sigs. (1972).
- Ubicación de fenómenos sísmicos en base de mínimos·sobre haces de rayos. Presentado a las Primera Jornadas latinoamericanas de Computación del año 1971. Trabajo en colaboración con Carlota Gershanik.
- Earthquake location based on the Gradient Method and en Minima of Beams of Directions. Bulletin of the Seismological Society of America. Octubre de 1973, Vol. 63 N.º 5, pág. 1829-1840.
- Atenuación del Riesgo Sísmico. Primer Simposio Argentino sobre Riesgo Sísmico. Mayo de 1974. Actas del Instituto Nacional de Prevención Sísmica (INPRES).
- Determination of·:Seismograph ·constants from the calibration curve. Bulletin of the Seismological Society of America. Vol. 71, N° 2, pág. 531-540, Año 1981.
- Parámetros focales del terremoto de Salta del 19 de noviembre de 1973. Geoacta Vol. 71, N° 2, pág. 287 y sigs.
- Acerca del defasaje de la respuesta de los sismógrafos electro-magnéticos. Geoacta Vol.6 N° 3, Sep. 1974, pág. 45 a 48.
- Variantes en la determinación de elementos del mecanismo focal mediante ondas internas (presentado a A.I.L.A.G, en Caracas en noviembre de 1977).
- Variantes en la Obtención· del Tensor representativo de la familia de fallas, Geoacta Vol. 11, N° 1 (1982).
- Líneas tangentes al vector que representa a las ondas S. XIV. Reunión de la Asociación Argentina de Geofísicos y Geodestas, Año 1986.
- Progresos y estrategias matemáticas en el problema del mecanismo focal de los terremotos, Trabajo invitado, íd. cita anterior.
- Hitos en el desarrollo de la Geofísica y de la Geodesia. Libro del XXV Aniversario de la Asociación Argentina de Geofísicos y Geodestas (1986). Trabajo invitado.
- On the lines of the direction of S waves, Geophycal Journal International, año 1992, Vol 110-b pág. 1-15.
- Sismología (Tratado de Sismologia Matemática, 825 páginas) Edición de la Facultad de Ciencias Astronómicas y Geofísicas de la Universidad Nacional de La Plata, año 1995.

## Trabajos de divulgación
- La Argentina en el Año Geofisico Internacional. Revista de la Universidad Nacional de La Plata N° 1.
- Alberto Michelson. Revista Comentario Buenos Aires N 20, año V julio-septiembre de 1958.
- Francisco Beuf. Revista de Geodesia de la Provincia de Buenos Aires N° 2, tomo I,1957.
- Geofísica, una especialidad que conviene estimular. Revista de la Universidad Nacional de La Plata, N° 3 de marzo de 1958.
- Historia del Observatorio Astronómico de La Plata período 1937 a 1953. Manuscrito.
- Historia del Observatorio Astronómico de La Plata. Colección Evolución de las Ciencias en la República Argentina 1923-1972, Tomo VII Astronomía (año 1979), pag 5-122.
- Reseña sintética de la Evolución del Observatorio Astronómico de La Plata. Presentado al 2.º Congreso Argentino de Historia de la Ciencia que se verificó en Buenos Aires del 22 al 24 de noviembre de 1972.
- El Observatorio Astronómico, su fundación y desarrollo. Revista de la Universidad. T 27, pag 279-Año 1981. Esa Revista fue premiada por la Sociedad de Escritores de La Plata con el Sello de Honor Extraordinario de 1981.
- Progresos en la Sismología, pretéritos y presentes, disertación en la Academia Nacional de Ciencias de Buenos Aires, Anales de la Academia Nacional de Ciencias de Buenos Aires, Tomo XXIII, año 1989 pag. 11-12